# Шамье, Эдвард
Эдвард Шамье (англ. Edward Chamier, фр. Edward Chamier, 3 сентября 1840, Уэймут — 12 августа 1892, Париж) — французский шахматист. Уроженец Великобритании. Дальние предки его семьи во время преследований гугенотов после отмены Нантского эдикта эмигрировали из Франции в Англию и Пруссию.
После переезда во Францию входил в число лидеров французских шахмат 2-й половины XIX в. Был чемпионом кафе «Режанс» (1874 г.). Победил в неофициальном чемпионате Франции (1881 г.). В 1883 г. победил в гандикап-турнире кафе «Режанс». В 1884 г. вместе с А. Клером и Ж. Арну де Ривьером участвовал в матче по переписке Париж — Вена.
Работал в страховой компании.
Старший брат новозеландского писателя и шахматиста Джорджа Шамье.